# Achille Liénart
Achille Liénart (ur. 7 lutego 1884 w Lille, zm. 15 lutego 1973 tamże) – francuski duchowny rzymskokatolicki, biskup Lille w latach 1928–1968, kardynał prezbiter od 1930.

## Życiorys
Po ukończeniu Sorbony i Biblijnego Instytutu w Rzymie został wyświęcony na kapłana 29 czerwca 1907 w Lille. Nominowany na biskupa rodzinnego miasta 6 października 1928, konsekrowany 8 grudnia tego samego roku w Tourcoing przez Charles’a-Alberta-Josepha Lecomte’a, biskupa Amiens.
30 czerwca 1930 został powołany do kolegium kardynalskiego z tytułem kardynała prezbitera kościoła św. Sykstusa przez papieża Piusa XI. Brał udział w konklawe w latach 1939, 1958 i 1963. Wyświecił na kapłana i udzielił sakry Marcelowi Lefebvre’owi. Jeden z głównych architektów soboru watykańskiego II – członek ławy przewodniczącej soboru. 14 marca 1968 z powodu zaawansowanego wieku zrezygnował z kierowania diecezją Lille. Jego rządy w tej diecezji trwały 40 lat. W 1971 utracił prawo brania udziału w konklawe, a w lutym 1973 zmarł.